# Yang Bo
Yang Bo és un esportista xinès que va competir en judo, guanyador d'una medalla de plata als Jocs Asiàtics de 1998 en la categoria de –60 kg.

## Palmarès internacional
| Jocs Asiàtics | Jocs Asiàtics        | Jocs Asiàtics | Jocs Asiàtics |
| Any           | Lloc                 | Medalla       | Categoria     |
| ------------- | -------------------- | ------------- | ------------- |
| 1998          | Bangkok ( Tailàndia) | 2             | –60 kg        |